# Мишел Уилямс (певица)
Вижте пояснителната страница за други личности с името Мишел Уилямс.
Мишел Уилямс (на английски: Tenitra Michelle Williams – Тенитра Мишел Уилямс) е американска арендби и соул певица. Нейната кариера започва от групата, в която тя пее с Бионсе и Кели Роуланд – „Дестинис Чайлд“. Уилямс има 2 издадени албума след разпадането на групата – „Heart To Yours“ (2002) и „Do You Know“ (2004). Преди да издаде албумите тя е актриса на Бродуей. През 2008 г. прави издава албума „Unexpected“.

## Ранна кариера
Родена е на 23 юли 1979 г. в Рокфорд, щата Илинойс. Започва да пее в хора на близката църква, когато е малко момиче. По-късно пее в хор, в който изнася концерти със сестра си Камерън. След това се включва в хора на гимназията, в която учи – C.A.P.A (Creative And Performing Arts). Няколко години след това тя се записва в колежа по право в Илинойс. По-късно с момичетата от стария си хор решават да направят турне и така в Атланта Мишел среща Бионсе и Кели. Бионсе предлага на Мишел да се включи в групата и тя приема.

### Солова кариера (2002 – 2004)
Мишел е първата от Destiny’s Child, която записва солов албум. Нейният албум „Heart to Yours“ излиза на 16 април 2002. Песните оглавяват Билборд 200. Продава над 480 000 копия в САЩ.
След това Мишел прави пробив в Бродуей, като си партнира с Тони Бракстън.

## Дискография

### Студийни албуми
- „Heart to Yours“ (2002)
- „Do You Know“ (2004)
- „Unexpected“ (2008)
- „Journey to Freedom“ (2014)

### Сингли
- „Heard a Word“ (2002)
- „Sun Will Shine Again“ (2002)
- „Do You Know“ (2004)
- „Let's Stay Together“ (2005)
- „We Break the Dawn“ (2008)
- „The Greatest“ (2008)
- „Hello Heartbreak“ (2008)
- „If We Had Your Eyes“ (2013)
- „Fire“ (2013)
- „Say Yes“ (2014)
- „Believe in Me“ (2015)
- „Fearless“ (2018)